# Södermanlands runinskrifter 356
Södermanlands runinskrifter 356 är en vikingatida eskilstunakista av kalksten i Eskilstuna och Eskilstuna kommun. Den hittades 1912 vid gatuarbeten på Klostergatan. Sö 356 förvaras på SHM.

## Inskriften
Translitterering av runraden:
§A + ku... ... + ant + hans ... ku... ... ...uk + þ(a)... 
§B ... + sum + kiara + litu + tofi + risti + runaʀ + a + nesbiurn + hiok + sta...
Normalisering till runsvenska:
§A Gu[ð hialpi] and hans [ok] G[uðs moðiʀ,] ok þæ[iʀa] 
§B [manna,] sum gærva letu. Tofi risti runaʀ a, Næsbiorn hiogg stæ[ina].
Översättning till nusvenska:
§A Gud [och] Guds [moder hjälpe] hans ande och de 
§B [mäns (ande)], som lät göra (detta). Tove ristade runorna härpå, Näsbjörn högg stenarna.